# Steven Sinofsky
Steven Sinofky (nacido en 1965) fue el presidente de la división Windows y Windows live de Microsoft desde julio de 2009 hasta noviembre de 2012.

## Educación
Sinofsky se graduó el año 1987 en la universidad de Cornell, y en el 1989 obtuvo un máster en la universidad de Massachusetts en Amherst. Además estudió durante 3 años en Rusia mientras estudiaba en la universidad.

## Carrera
Sinofsky llegó a Microsoft en julio de 1989 como diseñador de software.
En 1994, cuando la Unidad de productos de Microsoft Office se formó, Sinofsky se unió al equipo como director de gestión de programas, y lideró el diseño de las tecnologías en Microsoft Office 95 y Microsoft Office 97. Pasó cerca de cuatro años como ingeniero de diseño de software y líder del proyecto en el grupo Herramientas de desarrollo, donde ayudó a dirigir el desarrollo de las primeras versiones de Microsoft Visual C++.
Previamente, supervisó el desarrollo del Microsoft Office del sistema de programas, servidores y servicios, responsables del desarrollo de productos de Microsoft Office 2007 y su nueva interfaz ribbon.También supervisó el desarrollo de Microsoft Office 2003, Microsoft Office XP y Microsoft Office 2000.
Sinofsky ha participado activamente en el reclutamiento de Microsoft. Su misión particular era convencer a los ingenieros no pasarse a Google.

### Sinofsky en la división Windows
Steven Sinofsky se convirtió en el presidente de la división de Windows, en julio de 2009. Sus primeros proyectos al frente de la división fueron Windows Live Wave 3 y Internet Explorer 8. Sinofsky y Jon DeVaan trabajaron en la versión de windows que sucedería a Windows Vista: Windows 7.
La filosofía Sinofsky en Windows 7 era no hacer ninguna promesa sobre el producto e incluso discutir cualquier aspecto sobre el producto hasta que Microsoft estuviese seguro de que se tendría un producto de calidad. Este fue un cambio radical de forma típica de Microsoft de manejo del desarrollo de las versiones de Windows, que iba a compartir públicamente todos los planes y detalles acerca de su ciclo de desarrollo. Sinofsky también se abstuvo de etiquetador de las versiones de Windows «mayor» o «menor», y en su lugar sólo los llamó versiones.
Bajo el liderazgo de Sinofsky, la División de Windows envió con éxito el sucesor de Windows Vista, Windows 7, que recibió recepción universalmente positivo y alabanza entre entusiastas de la tecnología y los usuarios principales y en la actualidad cuenta con una creciente base de usuarios. El éxito de Windows 7 ha contribuido al récord de ingresos en las ganancias para Microsoft en 2010.
El exitoso liderazgo de Sinofsky ha influido en muchas otras divisiones de Microsoft para seguir sus principios y prácticas en el desarrollo de productos.
Sinofsky lideró el desarrollo de Windows 8 detallando en su blog el conjunto de características de Windows 8 y el proceso de desarrollo del nuevo sistema operativo.
El trece de noviembre de 2012 comunicó a todos los empleados la decisión de abandonar la compañía por motivos estrictamente personales. En su correo de despedida anuncia la búsqueda de nuevos objetivos profesionales fuera de Microsoft y desmiente de antemano cualquier problema con la dirección.

## Libro
Una Estrategia: Organización, Planificación y Toma de Decisiones, publicado por John Wiley en noviembre de 2009, fue coescrito por Sinofsky y Marco Iansiti de la Escuela de Negocios de Harvard.
El libro trata de la lucha de Sinofsky para la reorientación de la División de Windows después de la debacle de Vista, así como la planificación y el desarrollo de la próxima versión de Windows que vendría después de Vista. Sinofsky habla sobre el foco de hacer un producto deseable de alta calidad, al tiempo de cumplir las expectativas del público, además de realizar el sistema operativo en los plazos establecidos.